# Marc Gual Rosell
Gual  Rosell est un nom espagnol. Le premier nom de famille, en général paternel, est Gual ; le second, en général maternel, souvent omis, est Rosell.
Pour les articles homonymes, voir Marc Gual.

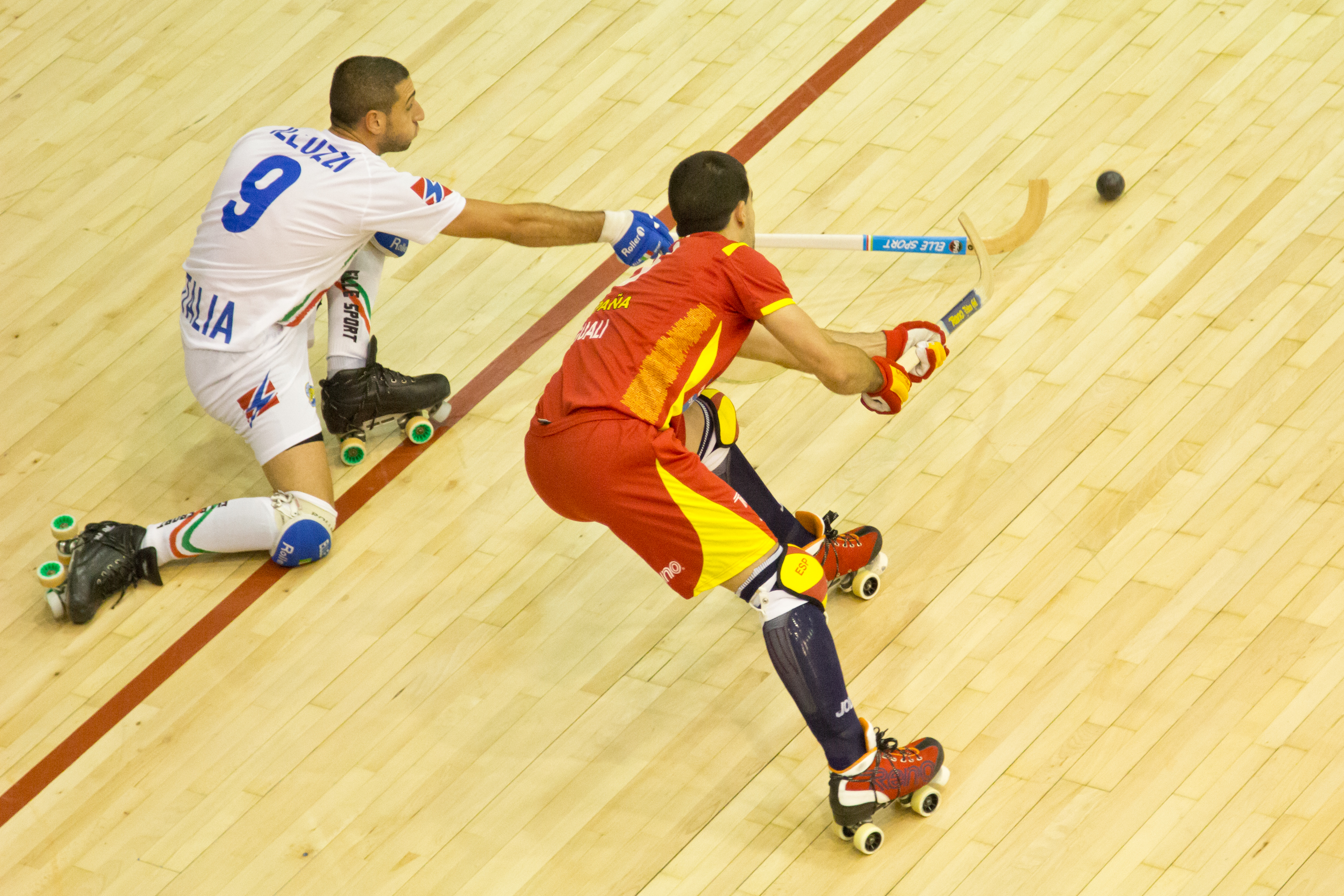
Marc Gual (en rouge) au championnat d'Europe 2014

Marc Gual Rosell (Marc Gual i Rosell en catalan), né le 13 décembre 1980 à Sant Sadurní d'Anoia (Catalogne), est un ex-joueur de rink hockey international espagnol. Il est surnommé Guali. Sélectionné à de multiples reprises en équipe d'Espagne, il remporte cinq championnats du monde et quatre championnats d'Europe. Individuellement, il est nommé meilleur joueur d'OK Liga en 2010 et 2011. 
Il raccroche les patins en 2019 pour devenir délégué technique de Barcelone.

## Clubs
| Club          | Pays    | Saisons     |
| ------------- | ------- | ----------- |
| CE Noia       | Espagne | - 2001      |
| Reus Deportiu | Espagne | 2001 - 2009 |
| HC Liceo      | Espagne | 2009 - 2010 |
| Reus Deportiu | Espagne | 2010 - 2011 |
| FC Barcelone  | Espagne | 2011 - 2019 |

## Palmarès

### En club

#### Avec le Reus Deportiu
- 1 Coupe intercontinentale en 2010
- 1 Ligue européenne en 2009
- 1 Coupe CERS en 2004
- 1 Supercoupe d'Espagne en 2006
- 1 Championnat d'Espagne en 2011
- 1 Coupe du Roi en 2006

#### Avec le FC Barcelone
- 1 Ligue européenne en 2014
- 1 Supercoupe d'Espagne en 2011, 2012, 2013, 2014
- 4 Championnat d'Espagne en 2012, 2014 et 2015
- 1 Coupe du Roi en 2012

### En sélection nationale

#### En sélection catalane
- 1 Golden Cup de Blanes en 2010
- 1 Championnat d'Amérique en 2011[2]

#### En sélection espagnole
- 5 Championnats du monde en 2005, 2007, 2009, 2011 et 2013
- 4 Championnats d'Europe en 2006, 2008, 2010 et 2012
- 1 Coupe des nations en 2007

#### Distinctions individuelles
- Meilleur joueur d'OK Liga en 2010[3] et 2011[4]